# Artur Taymazov
Artur Borisovich Taymazov –en ruso, Артур Борисович Таймазов– (Noguir, 20 de julio de 1979) es un deportista uzbeco de origen osetio que compitió en lucha libre. Es hermano del halterófilo Tymur Taimazov.
Participó en cuatro Juegos Olímpicos de Verano, entre los años 2000 y 2012, obteniendo en total dos medallas: oro en Atenas 2004 y plata en Sídney 2000, en la categoría de superpesado. Además, había obtenido dos medallas de oro más, en Pekín 2008 y en Londres 2012, que perdió por dopaje.
Ganó cinco medallas en el Campeonato Mundial de Lucha entre los años 2001 y 2010, y dos medallas en el Campeonato Asiático de Lucha, en los años 2000 y 2011. En los Juegos Asiáticos consiguió tres medallas de oro, en las ediciones de Busan 2002, Doha 2006 y Cantón 2010.

## Palmarés internacional
| Juegos Olímpicos    | Juegos Olímpicos            | Juegos Olímpicos  | Juegos Olímpicos |
| Año                 | Lugar                       | Medalla           | Categoría        |
| ------------------- | --------------------------- | ----------------- | ---------------- |
| 2000                | Sídney (Australia)          | Medalla de plata  | 130 kg           |
| 2004                | Atenas (Grecia)             | Medalla de oro    | 120 kg           |
| 2008                | Pekín (China)               | DSC               | 120 kg           |
| 2012                | Londres (Reino Unido)       | DSC               | 120 kg           |
| Campeonato Mundial  |                             |                   |                  |
| Año                 | Lugar                       | Medalla           | Categoría        |
| 2001                | Sofía (Bulgaria)            | Medalla de plata  | 130 kg           |
| 2003                | Nueva York (Estados Unidos) | Medalla de oro    | 120 kg           |
| 2006                | Cantón (China)              | Medalla de oro    | 120 kg           |
| 2007                | Bakú (Azerbaiyán)           | Medalla de bronce | 120 kg           |
| 2010                | Moscú (Rusia)               | Medalla de plata  | 120 kg           |
| Juegos Asiáticos    |                             |                   |                  |
| Año                 | Lugar                       | Medalla           | Categoría        |
| 2002                | Busan (Corea del Sur)       | Medalla de oro    | 120 kg           |
| 2006                | Doha (Catar)                | Medalla de oro    | 120 kg           |
| 2010                | Cantón (China)              | Medalla de oro    | 120 kg           |
| Campeonato Asiático |                             |                   |                  |
| Año                 | Lugar                       | Medalla           | Categoría        |
| 2000                | Guilin (China)              | Medalla de oro    | 130 kg           |
| 2011                | Taskent (Uzbekistán)        | Medalla de oro    | 120 kg           |